# Bengt Waller
Bengt Göran Waller, född 12 augusti 1935 i Göteborg, död 21 november 2021 var en svensk seglare. Han tävlade för Göteborgs KSS.
Waller tävlade i Flying Dutchman för Sverige vid olympiska sommarspelen 1960 i Rom. Tillsammans med klubbkamraten Christian Vinge seglade de båten Sjövinge till en 24:e plats.